# Тутутепекский миштекский язык
Тутутепекский миштекский язык (Mixteco de San Pedro Tututepec, Mixteco de Villa de Tututepec, Tututepec Mixtec) — миштекский язык, на котором говорят в городах Сан-Педро-Тутутепек, Санта-Крус-Тутутепек, Санта-Мария-Акатепек и в других на территории штата Оахака в Мексике. Молодое поколение не использует миштекский язык.
У тутутепекского диалекта есть санта-мария-акатепекский диалект.